# Itsu no Manika Shōjo wa
«Itsu no Manika Shōjo wa» (いつのまにか少女は?) es un sencillo en solitario de la vocalista de Every Little Thing Kaori Mochida producido por el músico y también cantante Yosui Inoue.

## Detalles
Fue lanzado oficialmente bajo el nombre 持田香織 produced by 井上陽水 (Mochida Kaori produced by Inoue Yosui) el día 20 de octubre del año 2004, aprovechando el pequeño receso que se tomaba Every Little Thing en ese periodo.
Ambas canciones presentes en el sencillo son covers de temas originalmente interpretados por Inoue en lo que fue su exitosa carrera como solista. Sin embargo en estos temas solo canta Mochida y Yosui solo toma parte de composición, arreglos y producción, aparte de tocar la guitarra, armónica y los otros instrumentos presentes en la canción; no prestó su voz para estas nuevas versiones, ni siquiera para voces traseras.
La versión original de "Itsu no Manika Shōjo wa" está presente como b-side del sencillo de Inoue "Yume no Naka e", lanzado en 1973.

## Canciones
1. «Itsu no Manika Shōjo wa» (いつのまにか少女は?)
2. «Mistery  Anata ni Muchū» (ミステリー　あなたに夢中?)

- Datos: Q3826523